# Georges Goyau
Pierre Louis Théophile Georges Goyau, född den 31 mars 1869 i Orléans, död den 25 oktober 1939 i Bernay, var en fransk publicist och författare.
Goyau vann Leo XIII:s förtroende och blev en av de mest framträdande representanterna för dennes försonlighetspolitik gentemot franska republiken. Katolik med sociala, demokratiska och nationalistiska tendenser, bekämpade Goyau särskilt frimureriet och de antinationella teorierna och gjorde sig bekant genom arbeten rörande katolicismens och protestantismens historia i Tyskland under 1800-talet. Han tog under första världskriget verksam del i den franska propagandan, bland annat som medarbetare i stridsskriften La guerre allemande et le catholicisme (1915). Goyau invaldes 1922 i Franska akademien (efter Denys Cochin) och blev 1938 dess ständige sekreterare.
Bland hans skrifter kan nämnas Le Vatican, la papauté et la civilisation (1895, jämte Paul Fabre och André Pératé), L'Allemagne religieuse (I. Le protestantisme, 1898; II. Le catholicisme, 1800–1870 (4 band, 1905–1908), La franc-maconnerie en France (1899), Le pape Léon XIII (1903), Ketteler (1907), Bismarck et l'église. Le culturkampf 1870–1887 (4 band, 1911–1913), Ce que le monde catholique doit à la France (1919), L'église libre dans l'Europe libre (1920) och Les étapes d'une gloire religieuse. Sainte Jeanne d'Arc (1921). 
Goyaus första hustru, Lucie Rose Séraphine Elise, var dotter till presidenten Félix Faure. Hon föddes 1866 och dog den 22 juni 1913 i Paris. Hon bildade för vård av värnlösa barn föreningen Ligue fraternelle des enfants de France och skrev bland annat en biografi över kardinal Newman (1900), diktsamlingen La vie nuancée (1905) och en litteraturhistorisk studie, La vie et la mort des fées (1910). Goyaus andra hustru, författarinnan Juliette Heuzey, mindes honom i boken Dieu premier servi. Georges Goyau: sa vie et son œuvre från 1947.